# Нимейер, Герман Агафон
Герман Агафон Нимейер (нем. Hermann Agathon Niemeyer; 5 января 1802, Галле — 6 декабря 1851, там же) — германский протестантский богослов, педагог, духовный писатель.
Был младшим сыном богослова, педагога и поэта Августа Германа Нимейера. В 1825 году хабилитировался в Галле и был назначен в 1826 году экстраординарным профессором богословия в Йене. В 1829 году вернулся в Галле в звании ординарного профессора и должности директора Учреждений Франке. На этом посту он создал Высшую женскую гимназию и реорганизовал Педагогикум, чем получил известность. В 1848 году стал членом Прусской национальной ассамблеи. Скончался в Галле и был похоронен на Городском кладбище (нем. Stadtgottesacker).
Главный его труд: «Collectio confessionum in ecclesiis reformatis publicatarum» (Лейпциг, 1840).